# UDG
UDG – czeski zespół rockowy powstały w Uściu nad Łabą. W 2004 roku wygrali Coca Cola Popstar, następnie wydali dwa albumy studyjne Ztraceni v inspiracích i Buď a Nebe.

## Historia
Kapela UDG a właściwie Useless Demi Gods została założona w 1998 roku. Przed udziałem w Coca Cola Popstar dwukrotnie ukazały się materiały demo: Štěkat do boudy (2001) i Obsazeno místenkou (2003). Dzięki zwycięstwie w konkursie zespół mógł wydać swój pierwszy oficjalny album Ztraceni v inspiracích. W roku 2007 pojawiła się studyjna dwójka Buď a Nebe.

## Członkowie
- Petr Vrzák – wokal
- Adam Kupera – saksofon, wokal
- Bohumil Němeček – gitara
- Pavel Vrzák – gitara basowa
- Tomáš "Jugi" Staněk – perkusja, teksty
- Guillaume Kondracki - gitara

## Dyskografia

### Albumy studyjne
- 2004 - Ztraceni v inspiracích
- 2007 - Buď a Nebe

### Demo
- 2001 - Štěkat do boudy
- 2003 - Obsazeno místenkou